# The Seventh Deadly Sin
The Seventh Deadly Sin è il settimo album del rapper statunitense Ice-T. Pubblicato il 12 settembre del 1999, è distribuito dalla Coroner Records e dalla Atomic Pop. Nonostante le partecipazioni di Buckshot e Ras Kass, The Seventh Deadly Sin diviene il primo album di Ice-T a non entrare nelle classifiche statunitensi, venendo anche stroncato dalla critica specializzata.
La copertina e il titolo dell'album fanno riferimento al film Seven.

## Recensioni
| Recensione       | Giudizio |
| ---------------- | -------- |
| AllMusic         | [ 1 ]    |
| Robert Christgau | C+       |
| Rolling Stone    | [ 3 ]    |
| Spin             | [ 4 ]    |
| The Source       | [ 5 ]    |

Stephen Thomas Erlewine di Allmusic gli assegna un voto di 2.5/5 stelle, scrivendo: «con un artwork uscito direttamente dal film sul serial killer Seven, il settimo album di Ice-T sembra stranamente fuori luogo nel 1999 [...] Ice-T in realtà non ritorna al suo suono classico degli anni ottanta/prima metà degli anni novanta, quando era un giocatore chiave nell'età d'oro dell'hip hop, ma lui non sembra nemmeno interessato a restare aggiornato [ai tempi]. Il risultato è un prodotto che ricorda occasionalmente O.G. o Iceberg [...] non ha sempre successo, ma offre un cambiamento rispetto alle sue due ultime pubblicazioni mediocri.»
Il critico di The Village Voice Christgau recensisce il settimo prodotto di Ice-T con una "C+": «[...] Ice pretende l'assoluzione per aver inventato il gangsta rap che «ha cambiato il corso del mondo». Forse non è ridicolo come sembra. Ma certamente non può essere fatta questa affermazione per questa raccolta ritagliata di storie vanitose su "pappone-erba-biz". Guardando dopo O.G. è una processione di mascelle cadute per i rapper del passato che speravi fossero andati in pensione, inclusi Brother Marquis, Ant Banks, King Tee, Onyx, Kam e, sempre ultimo e sempre non meno importante, Too Short.» Christgau chiude la sua recensione a 7th Deadly Sin con l'ennesimo riferimento a Cop Killer: «dimostra principalmente, immagino, che non puoi mai trovare un assassino di poliziotti quando non ne hai bisogno.»

## Tracce
1. Intro – 2:43 (musica: DJ Ace)
2. Don't Hate the Playa – 4:05 (musica: DJ Ace)
3. Check Your Game (featuring King T) – 5:39 (musica: Iz)
4. Get Your Money – 3:38 (musica: Trails)
5. The 7th (featuring Marc Live, Ras Kass & Tash) – 4:50 (musica: TR Love)
6. NY, NY – 4:47 (musica: Marc Live)
7. Valuable Game – 4:35 (musica: Mad Rome)
8. Eye of the Storm (featuring Buckshot) – 3:54 (musica: Ross Avila)
9. Brother Marquis (Interlude) (featuring Brother Marquis) – 0:43
10. Always Wanted ta Be a Hoe – 4:34 (musica: DJ Ace)
11. Fuck It (featuring El Sadiq, Powerlord & JEL) – 3:56 (musica: DJ Ace)
12. CJ Mac (Interlude) (featuring CJ Mac) – 0:47 (musica: Marc Live)
13. Retaliation – 4:21 (musica: DJ Ace)
14. Threat (Interlude) (featuring Deadly Threat) – 0:44 (musica: Marc Live)
15. Check Your Heart – 4:49 (musica: DJ Ace)
16. Sondoobiest (Interlude) (featuring Son Doobie) – 0:32
17. Hardcore (featuring Radzay, Bazaro & Grip) – 4:57 (musica: DJ Ace)
18. Common Sense – 5:29 (musica: DJ Ace)
19. Numskull (Interlude) – 0:16 (musica: Numskull)
20. God Forgive Me (featuring Poppa LQ & SLEJ) – 4:08 (musica: DJ Ace)
21. Ice's Exodus (featuring Top Gunz) – 4:47 (musica: SLEJ)

Durata totale: 74:14